# Edmond-Denis de Manne
Jean Louis Edmond Saint-Edme de Manne, connu sous le nom d'Edmond-Denis de Manne, est un dramaturge et journaliste français né le 18 août 1801 à Paris et mort le 6 mai 1877 à Paris 8e.

## Biographie
À la sortie du collège Henri IV où il fit de bonnes études, il entra à la Bibliothèque royale, sous la direction de son père Louis-Charles-Joseph de Manne qui était alors conservateur et administrateur du département des imprimés, comme chargé du service dans ce département. Il y consacra, pendant de longues années, un zèle et un dévouement qui ne se sont jamais démentis. Successivement attaché aux travaux du catalogue, et au bureau de la salle de lecture, sa science des livres et ses connaissances variées étaient fort appréciées de ses collègues et des nombreux lecteurs érudits et savants qui lui durent de précieux renseignements. Premier employé, il fut nommé conservateur adjoint par décret impérial du 29 octobre 1853.
En dehors des recherches bibliographiques et du sérieux concours qu'il apportait à l'accomplissement de ses devoirs de bibliothécaire, il s'occupait de travaux d'histoire, de biographie et de littérature. Il fournit à la Biographie Universelle, publiée par la maison Didot, et à diverses revues scientifiques et littéraires des articles nombreux et variés. En 1862 il publia un Nouveau dictionnaire des ouvrages anonymes et pseudonymes pour servir de suite et de complément au  Dictionnaire de Barbier publié entre 1806 et 1809.
En même temps, il occupait les loisirs que lui laissaient ses fonctions, par des travaux de nature diverses dont nous donnons plus loin la nomenclature exacte; mais la littérature dramatique et tout ce qui s'y rapporte étaient, de préférence, le but de ses investigations. Il avait un goût très vif pour le théâtre. Admirateur passionné des grands écrivains français, qu'il connaissait à fond et qu'il savait apprécier, il suivait avec un intérêt qui ne le lassa jamais, la représentation de leurs chefs-d'œuvre. Il avait fait de ce plaisir une étude qui s'étendait, sur les autres théâtres, à toutes les manifestations de l'art dramatique, y compris surtout le vaudeville et sa mise enjouée. Il s'y était essayé, et entre quelques pièces de théâtre représentées sous le voile du pseudonyme, il a laissé un recueil de chansons, d'un ton aisé, d'une verve franche et d'une gaieté communicative. En s'occupant des œuvres dramatiques, Manne ne pouvait oublier leurs principaux interprètes et il a enseigné le fruit de ses longues et curieuses recherches dans une suite d'ouvrages consacrés aux comédiens célèbres depuis le XVIIIe siècle jusqu'à nos jours.
Après une carrière honorable et laborieuse de près de 50 ans à la Bibliothèque, il fut en prenant sa retraite, décoré de la Légion d'honneur, en récompense de ses longs services. Atteint d'une affection qui paraissait peu grave au début, sa forte constitution semblait lui permettre un prompt rétablissement, mais le mal progressa. Bientôt il fallut renoncer et il dut prendre sa retraite en 1866 avec le titre de conservateur honoraire. Au milieu des souffrances supportées avec courage, il cherchait encore dans le travail l'oubli de son mal et préparait une nouvelle édition d'un de ses ouvrages « la Troupe de Voltaire » qu'il n'eut pas la satisfaction de voir publier. Mort sans descendance, sa bibliothèque fut vendue les 18 et 19 mars 1878 (maison Silvestre).
de Manne était membre de la Société des auteurs et compositeurs dramatiques et maire de Champ-Haut dans l'Orne, où il est enterré. On lui doit, outre ses publications, de nombreux articles dans la presse de l'époque. Il a également écrit sous les noms de plume de d'« Armand Duplessis », « Fernand de Lisle », « Alexis Bartevelle », « Edmond Nouel » et « Dupré ».

## Publications
- Histoire d'un chien naufragé (alors élève au collège royal de Henri IV), 1820 ;
- Vers sur la naissance de SAR Mgr le duc de Bordeaux (signe Edmond de M.), 1821 ;
- Parallèle de Talma et de Joanny, 1822 ;
- La Peste de Barcelone, ou le dévouement des médecins français (alors employé à la bibliothèque du roi), 1822 ;
- Un dimanche à Londres, ou Vive la France (vaudeville écrit avec Tellier), 1831 ;
- Le Mouchoir bleu (vaudeville écrit avec M. Marguès), 1831 ;
- Nouveau recueil d'ouvrages anonymes et pseudonymes, 1834 ;
- Chansons, 1835 (sous le pseudonyme d'Alexis Bartevelle) ;
- Une conquête ! (vaudeville en 1 acte, sous son pseudonyme), 1838 ;
- À Molière, hommage de la postérité…, 1844 ;
- Avec Mme… : Souvenirs, poésies, 1835 ;
- Une conquête (Vaudeville), 1838 ;
- Emery le négociant (drame en trois actes), 1842 ;
- Le Château de Carrouges, 1851 ;
- Le Désert et ses épisodes, traduit de l'anglais, 1851 ;
- Voisin de campagne (vaudeville), 1852 ;
- Un laquais d'autrefois (comédie vaudeville en 1 acte, sous son pseudonyme), 1853 ;
- Avant souper (comédie en 1 acte en prose, sous son pseudonyme), 1864 ;
- Galerie historique des portraits des comédiens de la troupe de Voltaire, 1861 ;
- Nouveau dictionnaire des ouvrages anonymes et pseudonymes, 1862 ;
- Galerie historique des comédiens de la troupe de Talma, 1866 ;
- Galerie historique des comédiens de la troupe de Nicolet, 1869 (en ligne sur Gallica ;
- Esquisses historiques sur quelques localités de la Normandie, 1869 ;
- Chansons, 1870 ;
- Galerie historique de la Comédie Française, 1876 ;
- Galerie historique des acteurs français, avec Charles Ménétrier, portraits gravés à l'eau-forte par Jean-Marie Fugère, 1877.